# Anzoátegui (Venezuela)
Pour les articles homonymes, voir Anzoátegui.
Anzoátegui est la capitale de la paroisse civile d'Anzoátegui de la municipalité de Morán de l'État de Lara au Venezuela. 